# Morone americana

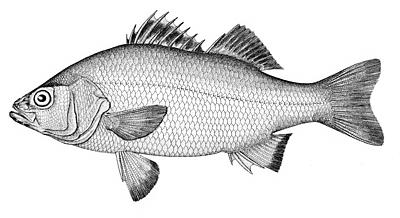
Morone americana

Morone americana és una espècie de peix pertanyent a la família dels morònids.

## Descripció
- Pot arribar a fer 49,5 cm de llargària màxima[3] (normalment, en fa 13,5)[4] i 2.200 g de pes.[5]
- Cos allargat i comprimit dorsoventralment.
- El dors és de color verd-gris argentat amb els flancs argentats i la part inferior blanca.
- Boca terminal i obliqua amb la mandíbula sortint i les dents petites.
- Durant el període reproductiu, la part inferior de la mandíbula pot variar de color entre el rosat, el blau o el morat.
- Les aletes pèlviques i caudal presenten una base de color vermellós.[6][7]

## Reproducció
La femella pon els ous (els quals s'adhereixen entre si i amb el fons) i són fertilitzats per l'esperma del mascle de forma aleatòria dins de l'aigua. Els progenitors no protegeixen ni els ous ni les larves després de la posta. Al llac Erie ha aconseguit produir híbrids amb Morone chrysops.

## Alimentació
Les larves es nodreixen de zooplàncton i, a mesura que creixen, tendeixen progressivament a menjar preses més grosses (com ara, insectes durant la primavera, larves de peixos, ous, detritus, crustacis, etc., i en alguns altres indrets també gambetes, calamars i crancs). Una vegada ha assolit els 22 cm de llargària només s'alimentarà d'altres peixos.

## Depredadors
És depredat per Morone americana (el canibalisme hi és present), Morone saxatilis, Stizostedion vitreum, el tallahams (Pomatomus saltator), Cynoscion regalis, Lepomis macrochirus i Cyclops bicuspidatus.

## Hàbitat
És un peix d'aigua dolça, marina i salabrosa, anàdrom, demersal i de clima temperat (47°N-32°N, 79°W-57°W).

## Distribució geogràfica
Es troba a Nord-amèrica: des de les conques del riu Sant Llorenç i del llac Ontario fins al riu Peedee (Carolina del Sud, els Estats Units).

## Ús comercial
És apreciat entre els afeccionats a la pesca esportiva i forma part de l'alimentació humana. A Nord-amèrica, la indústria pesquera a l'entorn d'aquesta espècie es concentra des de Massachusetts fins a Carolina del Nord, essent-ne l'epicentre la badia de Chesapeake. La pesca té lloc durant tot l'any i les millors captures es produeixen durant la primavera.

## Observacions
És inofensiu per als humans i la seua esperança de vida és de 16 anys.